# Kvantoperation
En kvantoperation är en specifik typ av kvantprocess som beskriver tidsutvecklingen för en bred klass av öppna kvantsystem. Tidsutvecklingen för ett öppet system från tidpunkten {\displaystyle t_{0}} och framåt beskrivs av en kvantoperation om (1) systemet och dess omgivning vid {\displaystyle t=t_{0}} befinner sig i ett produkttillstånd och (2) systemet och omgivningen för alla tider {\displaystyle t\geq t_{0}} utgör ett slutet system.
Varje kvantoperation kan beskrivas av en icke-spårökande, fullständigt positiv linjär avbildning. Detta medför att varje kvantoperation kan beskrivas av Krausoperatorer.

## Fysikalisk beskrivning
Inom kvantmekaniken beskrivs tillståndet för ett kvantsystem av en täthetsmatris. Tidsutvecklingen för systemet bestämmer hur täthetsmatrisen {\displaystyle {\hat {\rho }}(t_{0})} vid en viss tidpunkt {\displaystyle t_{0}} ger upphov till andra täthetsmatriser {\displaystyle {\hat {\rho }}(t)} vid senare tidpunkter {\displaystyle t>t_{0}}.
För ett slutet system är tidsutvecklingen unitär, det vill säga normbevarande, och ges av Liouville–von Neumann-ekvationen. Givet en viss Hamiltonoperator {\displaystyle {\hat {H}}} och tidsutvecklingsoperatorn {\displaystyle {\hat {U}}(t,t_{0})=e^{-iH(t-t_{0})/\hbar }} ges tidsutvecklingen av {\displaystyle {\hat {\rho }}(t)={\hat {U}}(t,t_{0}){\hat {\rho }}(t_{0}){\hat {U}}^{\dagger }(t,t_{0})}. Hamiltonoperatorn, eller tidsutvecklingsoperatorn, definierar således tidsutvecklingen helt.
För ett öppet system är tidsutvecklingen icke-unitär och kan inte längre beskrivas med Hamiltonformalismen. Om det öppna systemet {\displaystyle S} och dess omgivning {\displaystyle E} tillsammans utgör ett slutet system, kan dock täthetsmatrisen {\displaystyle {\hat {\rho }}_{SE}(t)} för det sammansatta systemet {\displaystyle S+E} fortfarande beskrivas av en Hamiltonoperator. Det gäller således att {\displaystyle {\hat {\rho }}_{SE}(t)={\hat {U}}_{SE}(t,t_{0}){\hat {\rho }}_{SE}(t_{0}){\hat {U}}_{SE}^{\dagger }(t,t_{0})}, där {\displaystyle {\hat {U}}_{SE}(t,t_{0})} betecknar tidsutvecklingsoperatorn för det sammansatta systemet. Täthetsmatrisen {\displaystyle {\hat {\rho }}_{S}} för systemet {\displaystyle S} erhålls genom det partiella spåret av {\displaystyle {\hat {\rho }}_{SE}}. Alltså gäller
{\displaystyle {\hat {\rho }}_{S}(t)={\text{tr}}_{E}[{\hat {\rho }}_{SE}(t)]={\text{tr}}_{E}[{\hat {U}}_{SE}(t,t_{0}){\hat {\rho }}_{SE}(t_{0}){\hat {U}}_{SE}^{\dagger }(t,t_{0})]}.
Om det sammansatta systemet antas vara i ett produkttillstånd, {\displaystyle {\hat {\rho }}_{SE}(t_{0})={\hat {\rho }}_{S}(t_{0})\otimes {\hat {\rho }}_{E}(t_{0})}, vid {\displaystyle t=t_{0}} fås slutligen sambandet
{\displaystyle {\hat {\rho }}_{S}(t)={\text{tr}}_{E}[{\hat {U}}_{SE}(t,t_{0}){\hat {\rho }}_{S}(t_{0})\otimes {\hat {\rho }}_{E}(t_{0}){\hat {U}}_{SE}^{\dagger }(t,t_{0})]}.
Det framgår av detta samband att täthetsmatrisen vid en tidpunkt {\displaystyle t>t_{0}} är linjärt beroende av täthetsmatrisen vid tidpunkten {\displaystyle t=t_{0}}. Vidare är denna linjära avbildning både icke-spårökande och fullständigt positiv.

## Krausoperatorer
De tre ovannämnda egenskaperna hos en kvantoperation (linjär, icke-spårökande och fullständigt positiv) medför att varje kvantoperation kan beskrivas av så kallade Krausoperatorer {\displaystyle {\hat {E}}_{i}}. Givet två Hilbertrum med dimensionerna {\displaystyle m} och {\displaystyle n} och Krausoperatorer {\displaystyle \{{\hat {E}}_{i}\}_{1\leq i\leq mn}} med {\displaystyle \sum _{i}{\hat {E}}_{i}^{\dagger }{\hat {E}}_{i}\leq 1}, kan kvantoperationen uttryckas som
{\displaystyle {\hat {\rho }}(t)=\sum _{i}{\hat {E}}_{i}{\hat {\rho }}(t_{0}){\hat {E}}_{i}^{\dagger }}

## Inverterbara och delbara kvantoperationer
Givet en en-parameterfamilj av kvantoperationer {\displaystyle \Phi _{t}}, som beskriver tidsutvecklingen för ett system till olika tider {\displaystyle t>t_{0}}, kan olika egenskaper för det öppna systemet härledas utifrån egenskaperna hos {\displaystyle \Phi _{t}}.
Om kvantoperationen är deriverbar och inversen {\displaystyle \Phi _{t}^{-1}} existerar kan kvantoperationen även beskrivas med en tidslokal kvantmasterekvation. Det går då att definiera kvantiteten {\displaystyle \Phi _{t,s}\equiv \Phi _{t}\Phi _{s}^{-1}}, som kan ses som en kvantprocess som tar systemet från tidpunkten {\displaystyle s} till tidpunkten {\displaystyle t}. Särskilt gäller att {\displaystyle \Phi _{t}=\Phi _{t,0}} och {\displaystyle \Phi _{s}=\Phi _{s,0}}.
En viktig egenskap hos kvantprocessen {\displaystyle \Phi _{t,s}} är att den inte nödvändigtvis är en kvantoperation eftersom {\displaystyle \Phi _{s}^{-1}} inte nödvändigtvis är en fullständigt positiv avbildning eller ens en positiv avbildning.
Om {\displaystyle \Phi _{t,s}} är en positiv avbildning kallas de ursprungliga kvantoperationerna {\displaystyle \Phi _{t}} för P-delbara. Om {\displaystyle \Phi _{t,s}} är en fullständigt positiv avbildning kallas {\displaystyle \Phi _{t}} för CP-delbara.